# Jaylin Simpson
Jaylin Simpson (Brunswick, 17 marzo 2000) è un giocatore di football americano statunitense che milita nel ruolo di cornerback per i New York Jets della National Football League (NFL).

## Carriera universitaria
Nella prima stagione ad Auburn nel 2019, Simpson mise a segno 2 tackle. Nella stagione 2020, accorciata per la pandemia di COVID-19, fece registrare 14 placcaggi e 3 passaggi deviati. Nel nono turno della stagione 2021 mise a referto il suo primo intercetto ai danni del quarterback Matt Corral, nella vittoria su Ole Miss numero 9 del ranking per 31-20. La sua annata si chiuse con 27 tackle, 3 passaggi deviati e un intercetto.
Nella settimana 12 della stagione 2022, Simpson disputò una delle sue migliori prestazioni nel college football, terminando con un intercetto e tre passaggi deviate nella vittoria su Western Kentucky per 41-17. Chiuse la stagione con 37 tackle, 5 passaggi deviati e 2 intercetti. Prima della stagione 2023 passò dal ruolo di cornerback a quello di safety.
Simpson aprì la stagione 2023 con una prestazione di alto livello nel primo turno, in cui mise a referto 3 placcaggi, un fumble recuperato e un intercetto ritornato per 50 yard in touchdown nella vittoria su UMass per 59-14. A fine anno fu inserito nella formazione ideale della Southeastern Conference (SEC).

## Carriera professionistica

### Indianapolis Colts
Simpson fu scelto nel corso del quinto giro (164º assoluto) del Draft NFL 2024 dagli Indianapolis Colts. Prima del ritiro estivo, i Colts annunciarono che sarebbe tornato dal ruolo di safety a quello di cornerback.

### New York Jets
L'11 dicembre 2024 Simpson firmó con i New York Jets dalla squadra di allenamento dei Colts.